# Мизрахим
Мизрахи́м (ед. ч. ивр. מזרחי‎ мизрахи́, мн. ч. מזרחים мизрахи́м — «восточные евреи») — условное название евреев, проживающих и проживавших в странах Ближнего Востока и Северной Африки, а также выходцев из этих стран в Израиле. В широком смысле, мизрахим включают в себя прежде всего арабских (в том числе марокканских), а также персидских, бухарских, горских, индийских и курдистанских евреев. Иногда этот термин употребляют в более узком смысле, обозначая им только арабских евреев.
Исторически термин «мизрахим» (само ивритское слово мизра́х («восток») и мизрахи́ («восточный») встречается в Танахе) соответствует арабскому слову машрикийун (от араб. машрик), которым в арабском мире обозначали жителей его восточной части (Сирия, Ирак, Аравия, Палестина, реже Египет), противопоставляя жителям Магриба (маграбийун). Однако, поскольку израильская культура (речь о государстве Израиль) изначально была основана на светской европейской еврейской культуре, где «восток» ассоциируют с арабским миром, в современном Израиле им стали обозначать выходцев из всех арабских и ближневосточных стран, противопоставляя их прежде всего ашкеназам и европейским сефардам — выходцам из Европы (христианских стран). Этот термин стали активно использовать сами активисты-мизрахим в начале 1990-х годов, и с тех пор он приобрёл широкую популярность.
Многие мизрахим не используют этот термин, предпочитая обозначать себя непосредственно по стране происхождения: иракские евреи, тунисские евреи, персидские евреи.
Другим камнем преткновения является вопрос, включать ли в состав мизрахим сефардов, осевших после изгнания из Испании в 1492 году во многих странах Ближнего Востока и Северной Африки. Если в одних странах они достаточно быстро слились с местными евреями, в других 2 группы сохраняли некоторую обособленность. И тогда местные евреи называли себя мустаарабим («арабизированные евреи»), а сефарды называли их мориски (термин, аналогичный европейскому «мавры»).
В результате вспыхнувшей начиная с 1940-х годов волны насилия в отношении евреев большинство их покинуло мусульманские страны в течение 1950—1970-х годов, причём в результате этого в ряде стран еврейские общины исчезли вообще. Исключением среди арабских стран остаётся Марокко, где к евреям сохраняют относительно дружелюбное отношение. Выходцы из арабских стран и их потомки составляют около 40 % населения Израиля. Они обычно поддерживают консервативные религиозные партии и движения, прежде всего Шас.